# Terrapene ornata
 Terrapene ornata és una espècie de tortuga de caixa d'Amèrica del Nord, de vegades és anomenada la tortuga de caixa occidental, ja que ocupa l'oest de l'àrea de distribució de les tortugues de caixa americanes del gènere Terrapene. Les seves poblacions es distribueixen per l'oest dels Estats Units i pel nord de Mèxic.

## Taxonomia
Hi ha dues subespècies de T. ornata: 
- Terrapene ornata ornata (Louis Agassiz, 1857)
- Terrapene ornata luteola (Hobart M. Smith & LW Ramsey, 1952)

## Morfologia
T. ornata té la closca menys bombada que les altres espècies de tortuga de caixa; és lleugerament aplanada. La seva coloració generalment és negra o marró fosc, amb bandes de color groc. T. o. luteola tendeix a tenir més bandes que T. o. ornata.

## Distribució
T. ornata ornata es troba a la zona central dels Estats Units, de l'oest d'Indiana fins a l'oest de Texas i Louisiana. T. ornata luteola habita en les àrees més seques de tota l'àrea de distribució de les espècies de tortugues de caixa americanes, i es troba a l'oest de Texas, Nou Mèxic, Arizona, i zones adjacents del nord de Mèxic.